# Cyrtopogon ruficornis
Cyrtopogon ruficornis là một loài ruồi trong họ Asilidae. Cyrtopogon ruficornis được Fabricius miêu tả năm 1794. Loài này phân bố ở vùng Cổ Bắc giới.